# San Agustín (Los Realejos)
San Agustín es un barrio del municipio tinerfeño de Los Realejos, en las Islas Canarias (España). Situado en el lado este del Barranco de Godínez, antigua separación de los extintos municipios de Realejo Alto y Realejo Bajo, tenía la particularidad de pese a estar en el lado del Realejo Alto gran parte del barrio pertenecía al Realejo Bajo llegando incluso a albergar el Ayuntamiento de dicho municipio en su antiguo convento.

## Historia

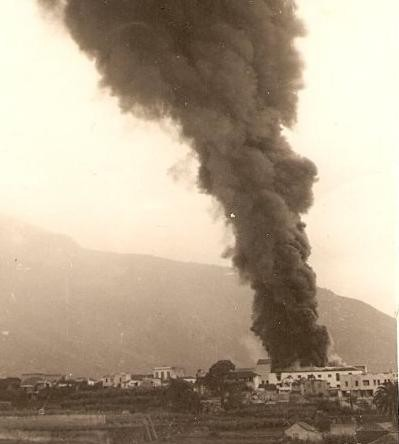
Incendio en el antiguo Convento de San Andrés y Santa Mónica en 1952.

Cuando el adelantado Alonso Fernández de Lugo separó las tierras del Menceyato de Taoro, decidió quedarse con las tierras al oeste del Barranco Godinez para sí mismo y en el lado oeste se levantó una de las primeras capillas de Tenerife. Alrededor de las tierras de Alonso Fernández de Lugo creció el Realejo de Abajo y alrededor de la antigua ermita, hoy Parroquia Matriz del Apóstol Santiago, creció el Realejo de Arriba. 
Con esta división las tierras que hoy ocupa el barrio estaban en el lado del Realejo de Arriba, pero cuando Don Juan de Gordejuela gobernador civil de Canarias mandó a construir en esas tierras el Convento de San Andrés y Santa Mónica (más conocido como Convento de San Agustín por encontrarse en dicho barrio y pertenecer a la Orden Agustina). La Iglesia, máxima autoridad de la época dictamino que el convento pertenecía a la Parroquia de La Concepción de Realejo Bajo por lo que las tierras pasaron de un municipio a otro.
Alrededor de dicho convento creció el barrio, de tal forma que algunas de sus construcciones, al extenderse el barrio pasaron el límite municipal extendiéndose entre ambos realejos. El barrio alcanza su gran esplendor a principios del siglo XX, contando con grandes personalidades como Agustín Espinosa, o numerosas instituciones como el ya dicho convento, el antiguo Colegio San Agustín, la Clínica de García Estrada, la Sociedad Cultural y de Recreo Casino Realejos o el Ayuntamiento del Realejo Bajo. Durante este periodo tanto el alcalde del Realejo Bajo y Realejo Alto vivían en el barrio, a escasos metros por lo que empezó a crecer la idea de unificar los dos municipios con un único Ayuntamiento en el Convento de San Agustín. 
En 1952 tras el incendio que redujo a cenizas el Convento, la idea de unificación continuó pero San Agustín ya no sería nunca el destinatario de su capitalía. En el lugar en donde se alzaba el convento se encuentra hoy en día el Santuario de Nuestra Señora del Carmen, que es uno de los santuarios católicos más importantes del norte de Tenerife.

## Actualidad

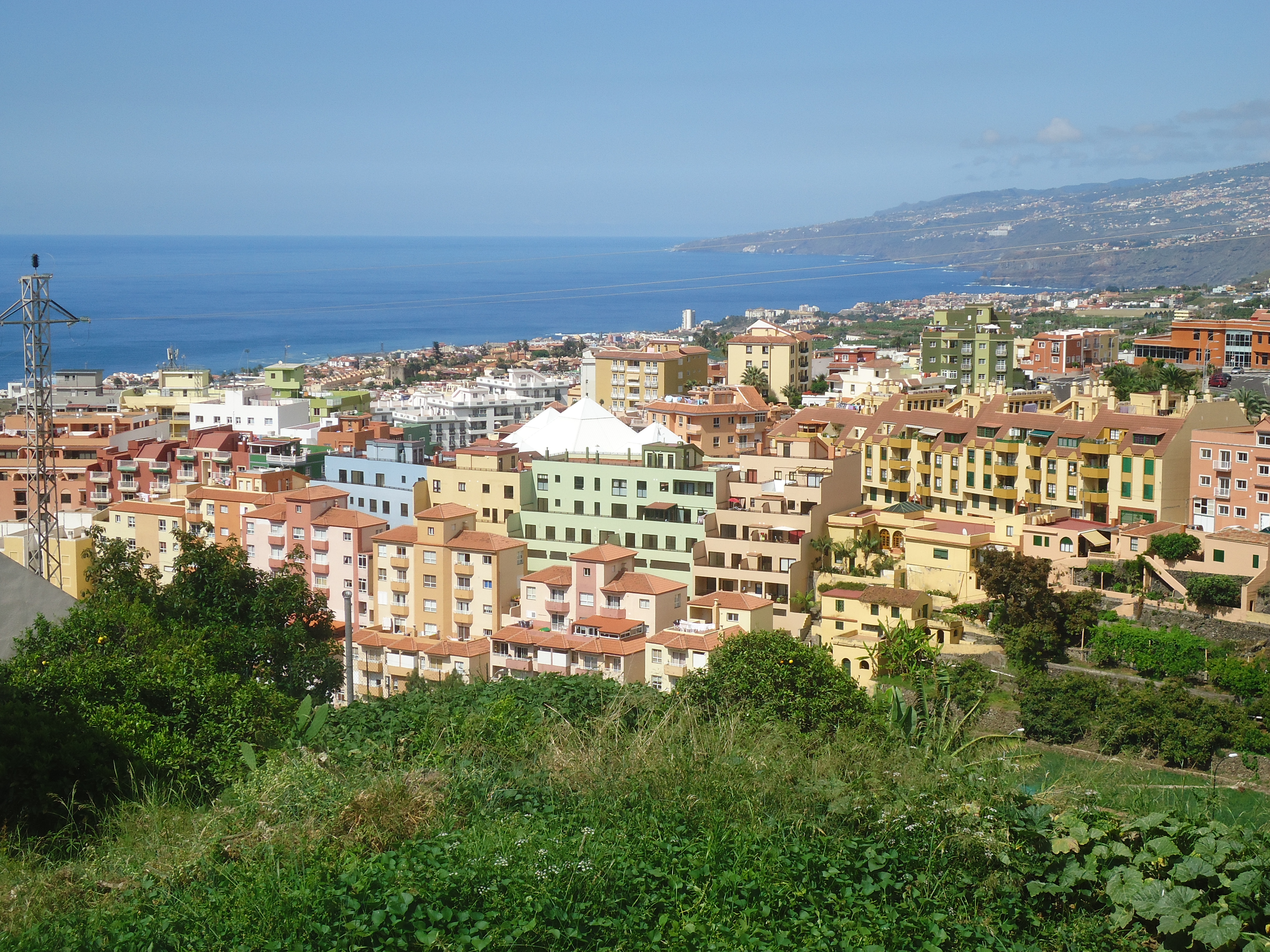
Vista San Agustín.

Tras la fusión de los dos pueblos, San Agustín hizo de barrio puente en la unión de los dos cascos de Realejo Bajo y Realejo Alto, esto, unido al gran boom inmobiliario vivido en el archipiélago canario desde los años cincuenta hasta bien comienzos del sigo XXI, convirtió ha San Agustín en uno de los barrios más poblados y populares del pueblo. En la actualidad cuenta con casi cinco mil habitantes y junto con los barrios de Realejo Alto, Realejo Bajo, La Carrera y San Benito, forma el casco de la ciudad de Los Realejos. Dicho casco tiene una población estimada de unos diecisiete mil habitantes.

## Fiestas del barrio

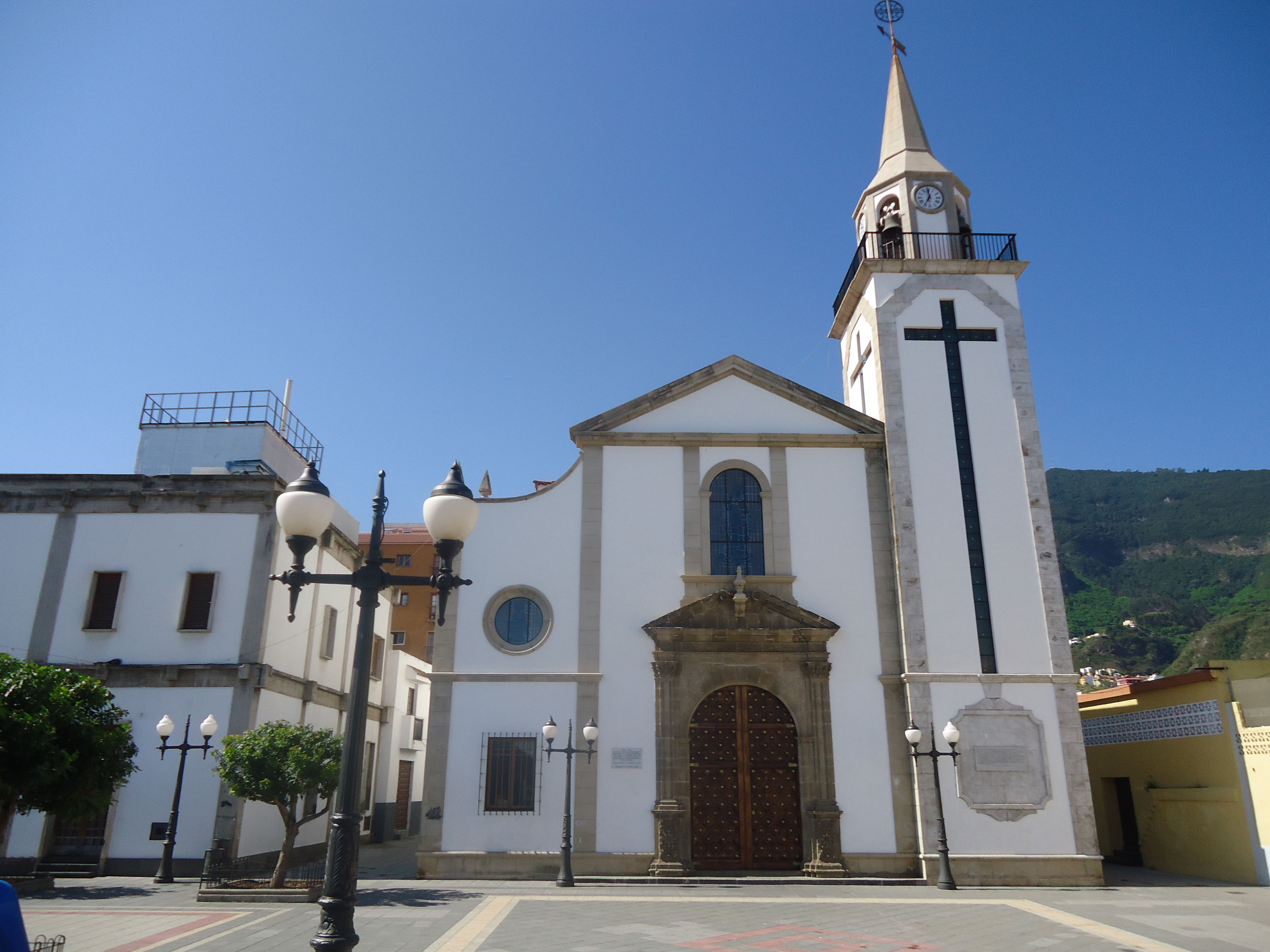
Santuario de Nuestra Señora del Carmen.

- Carnavales (febrero-marzo), donde cabe destacar a grupos del carnaval como Noveleros Show, Los Reciclados, Comparsa Los Mocaneiros o las murgas Trapaseros, Archicuerpos, Irónicos, Trapaseritos, Archicuerpitos y Menudos Irónicos y otros desaparecidos como Los Totufos, Picaronas, Mafaldas, Quisquillosas, Coco Locos, Matraquillas etc.

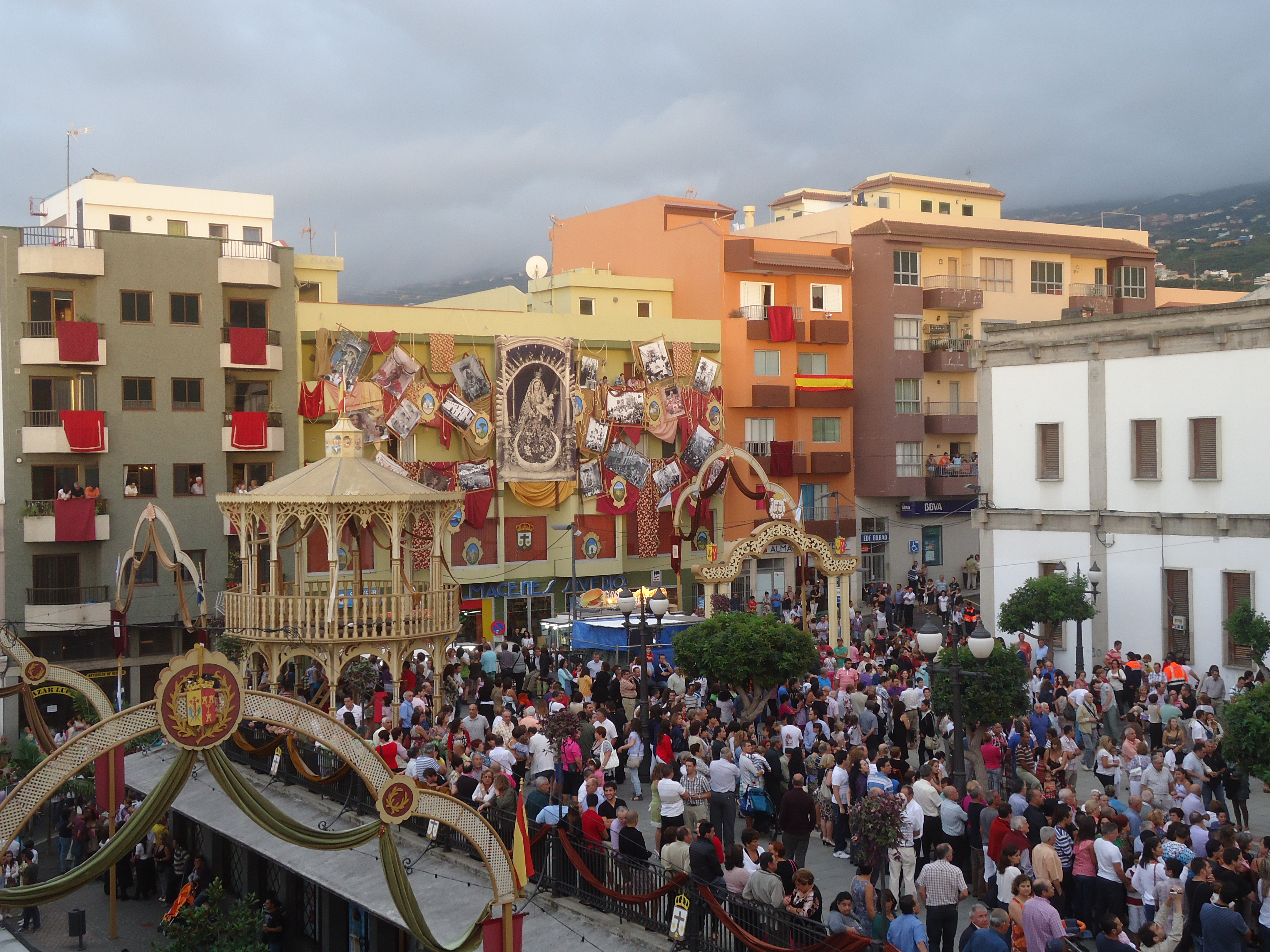
Fiestas del Carmen.

- Fiestas de Nuestra Señora del Carmen en honor a la alcaldesa Perpetua del Municipio y patrona del Valle de La Orotava (a finales de julio).

Cabe destacar los días de la Octava del Carmen y la Procesión de los Marineros del Puerto.
- Fiestas de San Agustín en honor al patrón del Barrio (agosto).

Los actos centrales de estas fiestas transcurren en la Plaza del Carmen, que aparece en la foto, el Polideportivo Municipal, La Sociedad Casino Realejos y el Teatro Cine Realejos.

## Parques y plazas

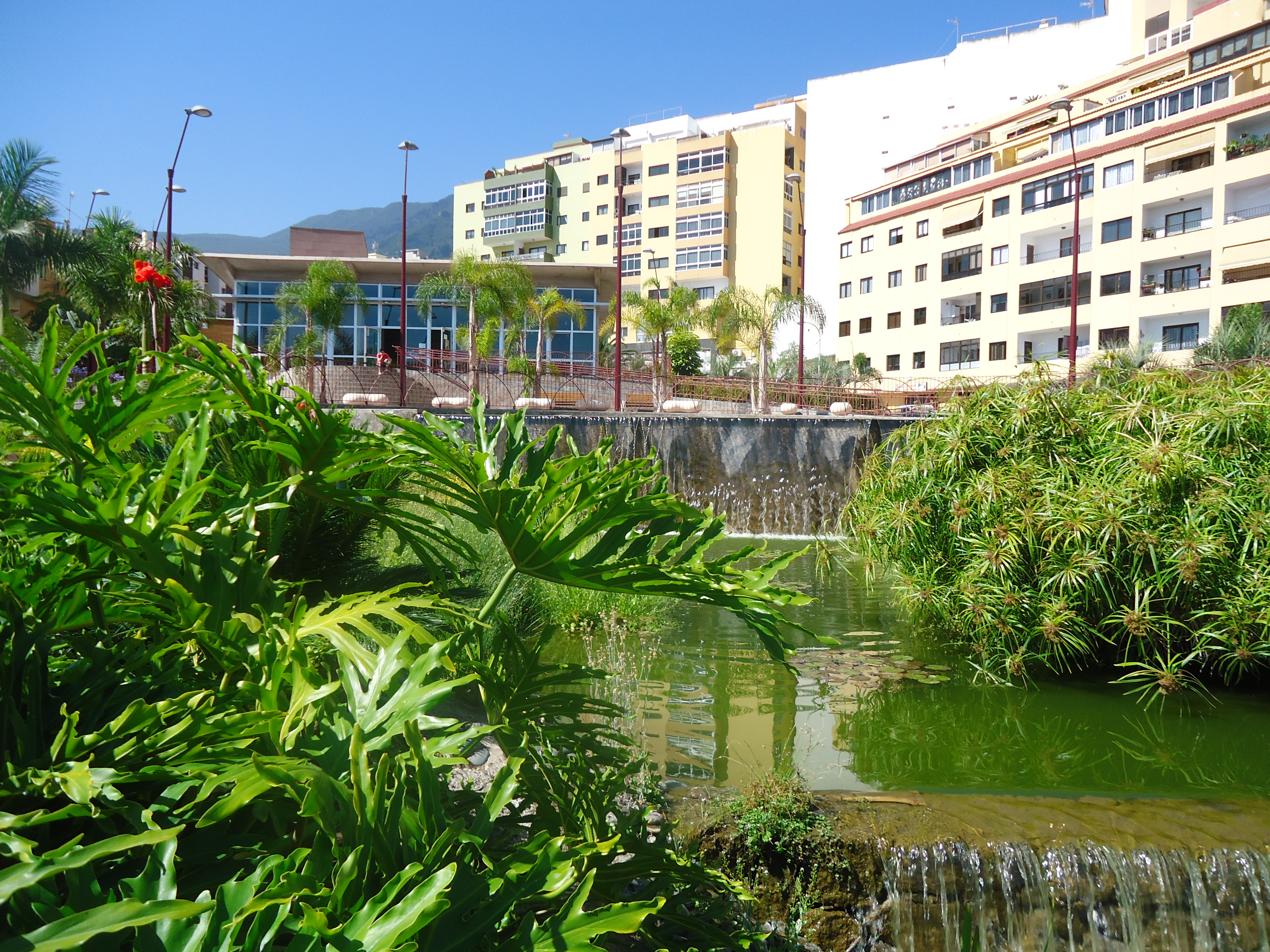
Parque San Agustín.

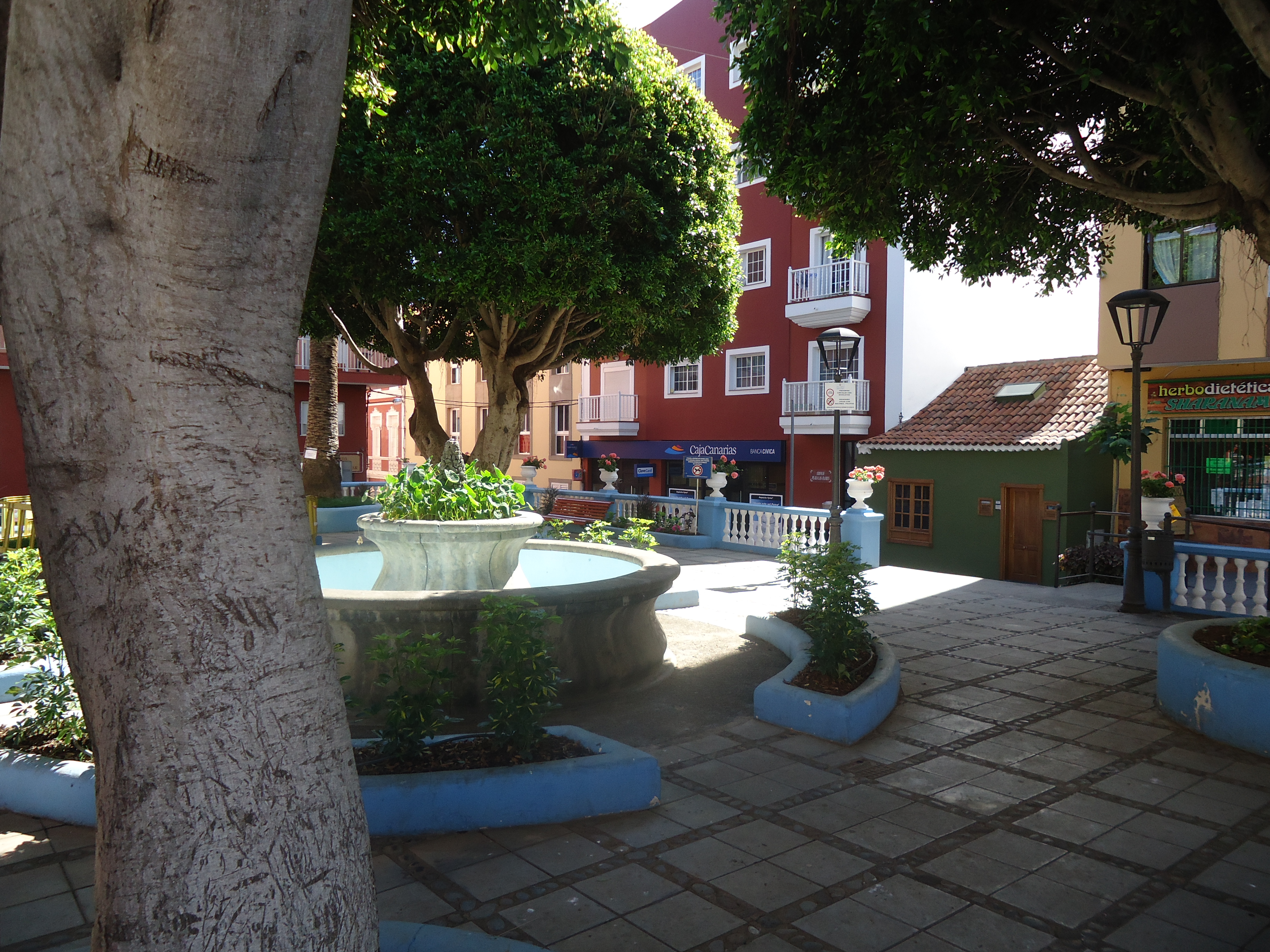
Plaza Las Flores.

El barrio cuenta con varias zonas de esparcimiento y de ocio como la Plaza del Carmen, en donde se levanta el santuario de la Virgen,La Plazoleta de Los Marinos, en la trasera de la Iglesia, Plaza García Estrada, llamada plaza de las flores por la gran variedad de ellas que se pueden encontrar o el Parque de San Agustín de reciente creación que consta de unos ocho mil metros cuadrados de zonas ajardinadas y una sala de estudios y exposiciones de arte. Dicha sala fue inaugurada con el nombre de Don Rafael Yánez, director de antiguo Colegio San Agustín donde se formaron jóvenes de todos los rincones del norte de la isla. En la entrada al barrio se encontraba la "Plaza de los Chupetes", que fue demolida para la construcción de un complejo comercial y de aparcamientos, una vez concluida la obra la azotea de este edificio se seguiría utilizando como plaza, pero la crisis a parado el proyecto cuando ya estaba finalizado y no ha sido abierta al público.

## Demografía
| 2000  | 2001  | 2002  | 2003  | 2004  | 2005  | 2006  | 2007  | 2008  | 2009  | 2010  | 2011  |
| ----- | ----- | ----- | ----- | ----- | ----- | ----- | ----- | ----- | ----- | ----- | ----- |
| 3.684 | 3.828 | 3.870 | 3.967 | 4.074 | 4.227 | 4.311 | 4.313 | 4.364 | 4.420 | 4.393 | 4.447 |